# 坪井保菜美
坪井 保菜美（つぼい ほなみ、1989年（平成元年）4月5日 - ）は、岐阜県出身の元新体操選手。2008年北京オリンピック代表（新体操団体）。身長170 cm、体重48 kg。

## 経歴
- 岐阜県岐阜市出身。ジャスコ岐阜のジャスコ新体操スクール時代から注目されていた[誰によって?]。
- 岐阜大学教育学部附属中学校から済美高等学校に進学したが、北京オリンピック強化指定選手に選ばれた際に、練習拠点を千葉県に移動する。そのため高校2年進級時に千葉県立千葉大宮高等学校へ転校する。早稲田大学スポーツ科学部卒業[1]。
- 2001年12月21日 - 30日 第4回全日本新体操チャイルド選手権3位[2]
- 2003年8月27日 - 29日 第12回全日本新体操クラブ選手権 1部リーグ ジュニア個人総合5位[3][リンク切れ]
- 2003年9月7日 -  第15回松岡杯争奪岐阜県新体操選手権大会 中学2年生の部（ロープ & リボン）優勝[4][リンク切れ]
- 2004年9月12日 -  第16回松岡杯争奪岐阜県新体操選手権大会 中学3年生の部 個人総合（ロープ・リボン）5位[5][リンク切れ]
- 2006年  - バルナ国際競技会3位[6]
- 2007年 -  世界新体操選手権7位[6]
- 2008年 -  北京オリンピック新体操団体10位（予選敗退）
- 2009年  - 現役引退[1]
- 2023年 - 「アグノストリ(agnostri)」CM出演。